# Fragile Dreams: Farewell Ruins of the Moon
Fragile Dreams: Farewell Ruins of the Moon (フラジール ~ さよなら 月 の 廃墟?, Furajīru: Sayonara Tsuki no Haikyo) è un videogioco d'avventura per Wii sviluppato da Namco Bandai Games in collaborazione con Tri-Crescendo. Il gioco è stato distribuito da Namco Bandai Games in Giappone il 22 gennaio 2009. È stato poi pubblicato da Xseed Games in Nord America il 16 marzo 2010 e in Europa da Rising Star Games il 19 marzo 2010. Il gioco è stato accolto dalla critica con giudizi molto positivi, in particolare per la qualità grafica e per la storia, ritenuta coinvolgente ed emozionante, grazie anche alle musiche e le canzoni composte da Riei Saitō.

## Trama
Il gioco è ambientato in un futuro post-apocalittico in cui quasi tutta la popolazione mondiale ha perso la vita e gran parte delle città e dei Paesi sono diventati teatro di abbandono e degrado. Il protagonista, che durante il gioco racconta in prima persona le varie vicende che andrà ad affrontare, è un ragazzo quindicenne di nome Seto; egli vive da solo in un osservatorio, in seguito alla morte dell'uomo anziano con cui ha convissuto, e che seppellisce nel cortile di fronte l'edificio. Una notte il giovane decide di andare alla ricerca di un oggetto che l'uomo gli aveva lasciato, che si rivela una lettera, con a fianco una strana pietra azzurra; d'improvviso viene aggredito da una grossa maschera nera, della quale a malapena riesce a contenere i colpi prima che questa scompaia nel nulla definendolo “una creatura inutile”. Egli, quindi, legge la lettera scritta dall'anziano, in cui questo si rammarica del tempo sprecato e di non avergli dedicato sufficiente affetto, e, soprattutto, gli dice di recarsi ad est, dove avrebbe trovato una torre rossa in cui avrebbe trovato altri sopravvissuti. Seto si incammina quindi tra le rovine di una Tokyo vuota e abbandonata, ed una sera si imbatte in una ragazza dai capelli color argento, seduta sulla cima di una colonna ed intenta a cantare mentre fissa il cielo stellato; quando però la giovane si accorge della sua presenza, cade rovinosamente giù al suolo, e dopo che il ragazzo si sincera delle sue condizioni toccandole la guancia, ella rapidamente si riprende e scappa via. A questo punto Seto intraprende la ricerca della ragazza, la prima persona vivente, dopo l'uomo anziano, che ha conosciuto nella sua breve vita; durante tale ricerca ( e durante tutto il gioco) egli dovrà combattere contro innumerevoli nemici usando un arsenale di armi che va da semplici canne di bambù, bastoncini di legno e fionde,  ad una katana e una balestra, che però, nel corso delle battaglie, potrebbero rompersi e dovranno essere sostituite. La tipologia di nemico che più comunemente egli si troverà ad affrontare sono entità trasparenti, di colore blu, invisibili senza l'ausilio della torcia elettrica, che trova subito tra le rovine di una stazione ferroviaria in cui il giovane inizia l'inseguimento alla misteriosa ragazza. Qui Seto fa conoscenza con Personal Frame (abbreviato PF), una scatoletta parlante che afferma di essere un assistente digitale che, analizzando gli stati d'animo e la situazione in cui il proprio possessore si trova, è capace di trovare una soluzione per ogni suo problema. Il ragazzo decide quindi di portare il robot con sé, e tramite l'aiuto di questo riesce ad uscire dall'edificio e tornare in superficie; qui egli resta dapprima ad ammirare strabiliato l'alba, poi chiede a PF se conosce o ha perlomeno visto la ragazza dai capelli argentati, non ottenendo, però, la risposta sperata. In seguito, in un capanno nelle vicinanze, egli si imbatte nel fantasma di una bambina che, in cambio della chiave in suo possesso, chiede a Seto di giocare a nascondino con lei; una volta che il giovane vince il gioco, la bambina gli consegna la chiave, ed in cambio lui le dà un origami, che aveva trovato nella stazione, e che il fantasma riconosce come un regalo che le ha fatto la madre; l'origami è uno dei tanti oggetti che il protagonista troverà nel corso del gioco e di cui, raccogliendoli, egli ascolterà le ultime memorie che i possessori hanno impresso prima di morire. In seguito, dopo che la bambina incontra nuovamente la madre, che la porta con sé in cielo, promettendole che non si sarebbero mai più separate, nel frattempo Seto, con la chiave appena ottenuta ritorna nella stazione e accede al vecchio mercato; tra i lunghi e abbandonati corridoi in rovina, il giovane affronta innumerevoli entità trasparenti e cani randagi che tenteranno di attaccarlo, e sul pavimento e su alcune pareti troverà alcuni disegni probabilmente fatti dalla ragazza dai capelli argentati. Giunti alla fine del mercato, nei pressi di una scala che conduce alla superficie, tuttavia a PF si scarica la batteria, e prima che esso si spenga definitivamente ringrazia Seto per l'avventura affrontata al suo fianco e per il tempo, seppur breve, passato assieme; il ragazzo successivamente sotterra il robot e raccoglie una vite caduta dallo stesso.
Salita la scala, il giovane si ritrova in un luna park abbandonato e dominato da un silenzio spettrale, nel quale fa conoscenza con Crow, un ragazzo dagli occhi felini verdi e berretto viola, che dopo essersi preso gioco di lui, gli ruba un medaglione appartenuto al nonno; tra le varie attrazioni, Seto, quindi, è costretto ad inseguire l'agile e scaltro individuo, che in seguito gli tende una trappola e lo fa cadere in un luogo sotterraneo; qui il giovane trova un libro intitolato “L'isola del pirata” e nota che il protagonista dello stesso agisce allo stesso modo e dice le stesse cose che gli aveva precedentemente detto Crow.  Dopo essere risalito in superficie, e aver sconfitto una maschera nera,  egli trova Crow in cima alla ruota panoramica, e così dopo averlo raggiunto, quello continua a sbeffeggiarlo, finché cade giù; preso al volo il medaglione, Seto si precipita a sincerarsi delle condizioni del ragazzo, che sorprendentemente sembra non essersi fatto nulla. In seguito, mentre sono seduti a fissare il cielo, Crow si scusa per avergli rubato il medaglione e gli mostra una foto in cui è assieme ad un anziano in camice, rivelandogli però di non ricordare nulla della sua infanzia, e che quindi è alla ricerca del luogo ritratto nell'immagine. Quando Seto gli chiede se ha visto il ragazzo dai capelli d'argento, egli risponde no, ma comunque gli consiglia di recarsi in un hotel nelle vicinanze in cui afferma esserci una ragazza che potrebbe essergli d'aiuto; infine gli consegna in regalo un anello con un piccolo teschio sopra, e prima che le loro strade si separino lo bacia, affermando che è ciò che tutti gli amici, come loro due, fanno.
Raggiunto l'hotel, egli inizia a vagare per i desolati corridoi e le stanze, mentre una voce misteriosa tenta continuamente di farlo desistere dal continuare a vagare per il luogo; alla fine il giovane, in una sala con un palchetto, si imbatte nel fantasma di una ragazza che subito dopo scompare e al suo posto ricompare una maschera nera e, una volta sconfitta quest'ultima, egli trova una chiave per una stanza. Giunto lì, egli rincontra il fantasma, che rivela di chiamarsi Sai e, vedendo il medaglione che il ragazzo porta al collo, si scopre che ella conosceva suo nonno; nella stessa stanza il giovane trova anche il corpo senza vita della giovane, e lo copre con le lenzuola. Seppure neanche lei sembra conoscere né aver visto la ragazza dai capelli argentati, decide di seguirlo nella sua ricerca affermando di annoiarsi e che potrebbe essergli d'aiuto. Mentre stanno per recarsi in un ascensore, lo spirito di una bambina blocca la loro strada affermando di non credere loro; dunque Seto, per ottenere la sua fiducia, è costretto dapprima a prendere una stella su un albero di Natale in un magazzino del mercato, e poi una “luna” affissa ad una parete di un chiosco nel luna park; poiché egli ancora non riesce ad ottenere la fiducia della ragazza, è spinto a compiere un'ultima missione: recuperare un anello appartenente a quella nel ristorante dell'hotel. Qui affronta e sconfigge un albero impossessato, e recupera l'oggetto, e finalmente, una volta riportatolo alla bambina, quest'ultima decide di credergli e invita Seto ad entrare nella sua stanza; qui il giovane trova stesa sul letto una versione in carne e ossa molto più anziana dI Chiyo, il nome della bambina, in fin di vita, che tramite il suo spirito lo ringrazia per averle restituito l'anello, appartenuto ad un uomo che ella amava, e lo invita a godersi appieno la lunga vita e i “tanti domani” che ancora lo attendono, e gli regala la spilla a forma di fiore giallo che porta tra i capelli, prima di morire definitivamente. In seguito, mentre Seto e Sai chiacchierano sul tetto, e il giovane rivela al fantasma che il motivo per cui cerca con tanta insistenza la ragazza dai capelli argentati è perché si sente solo e ha bisogno di qualcuno con cui parlare, vedono d'improvviso un gatto bianco e, seguendolo, quest'ultimo li conduce dinnanzi ad un tombino aperto; vedendo sulla superficie del tombino uno dei disegni della misteriosa ragazza, egli decide, nonostante la riluttanza della sua compagna d'avventura, di scendere giù. Giunto in un condotto, egli si ritrova a vagare per i tanti e lunghi corridoi sotterranei, e dopo un po' ritrova il gatto, con il quale fa amicizia, e che infine lo conduce ad una stanza in cui vi sono tanti altri gatti e, dietro ad una cella, la ragazza dai capelli d'argento. Ella lo riconosce e, vedendo il gatto affezionato a lui, capisce che è una brava persona; Seto le rivela il proprio nome, ma quando sta per chiederle il suo, d'improvviso una voce imperiosa ordina alla ragazza di tornare immediatamente, inducendo quest'ultima, spaventata, a scappare via, oltre una porta; ad udire tale voce anche Sai reagisce atterrita, esclamando il nome Shin. Ricominciando la sua ricerca Seto attraversa il resto del luogo sotterraneo, sconfiggendo anche una talpa gigante, e successivamente, risalito in superficie, si ritrova sopra un ponte sopra una diga, di cui ne rimane affascinato. Poco dopo, giungendo alla fine di tale ponte, trova la ragazza dai capelli argentati chiusa in un ascensore; corre, quindi, verso di lei, mentre quest'ultima gli chiede aiuto, ma subito dopo viene portata giù; egli, nonostante gli avvisi e gli ammonimenti di Sai che lo invita alla prudenza e a non essere troppo impulsivo, torna subito al suo inseguimento. Egli, quindi, entra all'interno della diga, e qui scopre che il mercante dalla testa di gallina, che aveva conosciuto nella vecchia stazione ferroviaria ( e dal quale, durante il gioco, quando appare con la sua carrozzina piena di oggetti mentre il protagonista riposa nei checkpoint, è possibile acquistare o vendere oggetti), è un robot, e quando quest'ultimo si accorge della sua presenza, lo caccia via in malo modo affermando che non può entrare nella “ sala della principessa”.
Poco dopo Seto si imbatte di nuovo nel robot, che si scusa per l'atteggiamento assunto prima e che rivela che la principessa di cui si prende cura è una bambina che porta nella carrozzina, che però un giorno ha smesso di aprire gli occhi, e quindi esso ha deciso di cercare oggetti rari per risvegliarla e ritornare a vederla sorridere; quando il giovane tenta di fargli notare che quella è morta, Sai lo ferma affermando che a volte non dire la verità è la migliore cosa. Poco dopo, continuando ad avanzare nel luogo, in una stanza poco lontana piena di corpi di robot distrutti, egli vede Crow, seduto al suolo e dall'aspetto esausto, che gli rivela di non essere un umano, ma un robot, la cui batteria è oramai quasi scarica; mentre Seto, in lacrime, lo abbraccia e lo definisce suo migliore amico, Crow afferma di invidiarlo per avere la capacità di poter piangere, afferma che l'anello che gli ha regalato e che lui porta ancora con sé è il segno della loro amicizia, infine lo ringrazia per tutto e si spegne sorridendo. Poco dopo in un'altra stanza trova una radio dalla quale, accedendola, ascolta le voci di altri sopravvissuti che chiedono aiuto, tra i quali ode anche quella della ragazza dai capelli d'argento, alla quale Seto promette di tenere fede alla sua promessa di ritrovarla e aiutarla; poco dopo, tuttavia, il giovane giunge in una stanza in cui, da uno schermo, vede la ragazza intrappolata in una capsula, che all'improvviso si chiude, e sulla schermata appare la scritta “Preparazione al lancio della Cabina di Vetro completa”. Sai, capendo la situazione, sollecita Seto a seguirla, e non appena i due escono fuori e tornano sul ponte, la voce misteriosa e imperiosa, nonostante il fantasma tenti di distoglierlo dai suoi intenti, guidando una gru esclama che ogni minaccia al “ progetto” deve essere eliminata; Seto quindi combatte contro l'enorme gru e riesce a distruggerla e salvarsi. Dopo la battaglia Sai, fissando il cielo, nel quale si sono formate aurore boreali arancioni, gli rivela che c'è il rischio che egli non possa più trovare alcun essere vivente, giacché se il potere della “ Cabina di Vetro” fosse scatenato nuovamente, il mondo diverrebbe un teatro di rovine abitato solo da spiriti e fantasmi, e quando Seto continua ad esprimere la sua intenzione di trovare e salvare perlomeno la ragazza dai capelli argentati, ella lo ammonisce ed asserisce che anche se riuscisse a salvarla e sopravvivessero, ci sarebbe il rischio che, a causa del fatto che gli uomini non riescono mai ad essere empatici e ad avere un efficace modo di comunicare l'uno con l'altro, loro due col tempo si sarebbero ritrovati ad odiarsi a vicenda o addirittura ella potrebbe già provare odio per lui. Seto allora, in lacrime, afferma di non preoccuparsi di ciò, giacché in lui è più forte il desiderio di poterla rincontrare, poter sentire il calore del suo corpo, poterle tenere la mano e stare al suo fianco; il fantasma, impietosito dalla dolcezza e la fermezza di un così nobile intento, afferma di sapere il luogo in cui è imprigionata la ragazza e lo invita a seguirla. I due quindi tornano nella stanza dove prima avevano incontrato la ragazza, ed entrando nella cella, attraversano un'altra serie di ampi corridoi sotterranei, finché non giungono dinnanzi ad un grande ammasso di macerie che blocca il passaggio; poiché essi non possono tornare neanche indietro, poiché il sistema di sicurezza si è attivato e la porta si è chiusa, e sono quindi bloccati lì, Sai ne approfitta per raccontare a Seto la sua storia. Lei era una normale ragazza che un giorno venne scelta per diventare il “catalizzatore” di un macchinario chiamato “Cabina di Vetro” ideato da un brillante scienziato, che avrebbe dato la capacità agli uomini di essere empatici, di poter comunicare i propri pensieri, le proprie emozioni e i propri stati d'animo senza l'uso delle parole; un progetto così allettante attirò tantissimi altri scienziati a saperne di più e farne parte, e ben presto suscitò anche tra la gente comune grandi aspettative e addirittura la speranza che esso avrebbe eliminato tutto il male che alberga nel mondo; come catalizzatore ella, tuttavia, veniva sottoposta continuamente ad esperimenti e veniva costretta ad ingerire continui medicinali, che la facevano soffrire tantissimo, seppure nessuno sembrava curarsene, eccetto Shin, uno degli scienziati, che continuamente si preoccupava delle sue condizioni e le portava anche dei dolci. Purtroppo, però, misteriosamente la “Cabina di Vetro” ha causato la distruzione di quasi tutto il genere umano e molto probabilmente ora la ragazza dai capelli argentati è usata come nuovo “ catalizzatore” per riattivare il macchinario e causare una seconda apocalisse che eliminerebbe anche i pochi sopravvissuti rimasti. D'improvviso i due si accorgono della presenza di un gatto, e chiedendosi come fosse giunto lì, seguendolo, si accorgono che tra le macerie vi è un buco e, attraversandolo, possono procedere la loro ricerca. Continuando a seguire il felino essi giungono in una stanza dalle pareti variopinte, ove incrociano Shin, che, nonostante Sai tenti disperatamente di ragionare con lui, rimane fermo nella sua decisione di voler andare avanti nel suo piano di eliminare i restanti esseri umani. Essi quindi avanzano per le stanze del luogo, una sorta di ospedale abbandonato, fino a giungere in un'ampia stanza ove è situata la “ Cabina di Vetro”; qui Shin e Seto si affrontano in una prima battaglia, in cui quest'ultimo ha la meglio; lo scienziato, quindi, prende con sé la chiave del macchinario, un grosso cristallo azzurro, e scompare nel nulla. Seto, dunque, libera la ragazza dai capelli d'argento dalla cabina, ma prima che quella possa rivelargli il proprio nome, la terra inizia a tremare violentemente poiché il macchinario è ancora in funzione e sta per attivarsi; i tre quindi seguono Shin nei pressi della grande torre rossa, e qui Seto decide di recarsi ad affrontare da solo, faccia a faccia, lo scienziato. Così, mentre egli sale le scale per raggiungere il nemico, viene raggiunto dalle voci di PF, Crow e di Chiyo, che lo incoraggiano ad andare avanti e portare a termine la sua missione, ed affermano di essere sempre al suo fianco. Infine sulla cima della torre Seto e Shin combattono l'ultima e decisiva battaglia, dalla quale definitivamente il giovane esce vincitore.
Una volta sconfitto lo scienziato, Seto chiede a quest'ultimo il motivo per cui volesse distruggere il mondo; Shin rivela che proprio perché credeva nella riuscita del progetto, per l'enorme fiducia che esso avrebbe permesso a qualsiasi essere umano di provare empatia, un giorno ha provato su di sé gli effetti della “ Cabina di Vetro” diventando capace di leggere i pensieri e gli stati d'animo dei suoi colleghi; tuttavia tutto ciò lo induce ad individuare nella mente e nel cuore di quelli tanta invidia e rancore, in particolare proprio per lui, per la sua giovinezza e per la sua genialità; egli dunque afferma che gli uomini sono “ lupi travestiti da agnelli”, che nascondono dietro le parole e le loro apparenze, la loro vera essenza, colma di odio e sentimenti negativi; infine, con grande amarezza, il giovane scienziato afferma che tutti, perfino i suoi genitori, lo odiavano e lo ritenevano un mostro, e nessuno lo ha mai amato. D'improvviso irrompe Sai, che lo contraddice, affermando che non le è mai importato del progetto, perché l'unica cosa che lei desidera era di diventare parte della sua vita e che quando era sottoposta ai continui esperimenti come “ catalizzatore”, l'unico sollievo che aveva era sapere che lui era sempre al suo fianco e a tranquillizzarla, ed infine, quindi, gli dichiara il suo amore per lui. Shin, dunque, rinuncia ai suoi intenti malvagi e vendicativi, e getta giù e distrugge la chiave della “ Cabina di Vetro”, ed assicura che il macchinario non sarebbe potuto più essere attivato, e poi scompare assieme a Sai, la quale ringrazia Seto per tutto ciò che ha fatto.
Nella scena finale quindi il giovane e la ragazza dai capelli argentati, scesi dalla torre, fanno finalmente conoscenza, e si scopre che il nome di quest'ultima è Ren, e i due, quindi, decidono di partire insieme in giro per il mondo alla ricerca di altri sopravvissuti; prima però che i due si incamminino, Seto ringrazia Ren per essere al suo fianco.

## Personaggi
SetoÈ il protagonista del gioco, un ragazzo di 15 anni. Della sua storia prima del corso degli eventi del gioco non si sa nulla, se non che egli ha vissuto con un uomo anziano in un osservatorio. Un giorno, tuttavia, anche quest'ultimo perde la vita,  lasciando una lettera al giovane, in cui gli consiglia di recarsi in una torre rossa dove avrebbe trovato altri sopravvissuti. La solitudine in cui è costretto a vivere è per lui, ragazzo dolce e di buon cuore, dura da accettare, e quindi non appena incontra Ren, va alla sua disperata e testarda ricerca, per poter avere qualcuno al suo fianco. Nonostante egli appaia in genere timido e indifeso, col tempo sviluppa un gran coraggio e abilità di combattimento che gli permettono di affrontare varie tipologie di nemici.
RenRagazza dai capelli color argento, occhi marroni e abito blu, della quale Seto partirà alla ricerca per tutto il gioco; ella ha la stessa età del protagonista, è molto timida ed ama i gatti, e viene usata da Shin come nuovo “ catalizzatore” della “Cabina di Vetro”. Una volta che i due finalmente si incontrano e la minaccia viene sventata decidono di partire assieme alla ricerca degli altri sopravvissuti. Nella clip finale del gioco si scopre che, però, alcuni anni dopo anche la ragazza perderà la vita e Seto tornerà quindi ad essere solo.
SaiÈ il fantasma di una giovane donna, con il capo fasciato, una giacchetta rossa che lascia intravedere le sue forme prosperose, pantaloncino nero ed un peluche attaccato al braccio. Nonostante il suo carattere scherzoso ella comunque, dopo aver deciso di seguire il protagonista, dimostra di essere saggia e prudente, cercando più volte di contenere l'impulsività del giovane, ed inoltre gli sarà più volte molto d'aiuto con le sue informazioni e le sue conoscenze. Da viva ella è stata il “catalizzatore” della “Cabina di Vetro”, ed era costretta a subire continui e dolorosi esperimenti, senza che nessuno si curasse delle sue condizioni; l'unica persona che si preoccupava per lei era Shin, del quale si innamora giacché egli si sincerava continuamente delle sue condizioni, la tranquillizzava e le regalava sempre dei dolci. Sarà proprio la dichiarazione della ragazza, nel finale del gioco, che convincerà lo scienziato a rinunciare ai suoi malvagi intenti.
ShinL'antagonista principale del gioco.  Egli è un uomo dalla carnagione pallida, capelli bianchi, occhi rossi visibili dai suoi occhiali leggermente scuri e con indosso un camice e dei pantaloni bianchi. Egli è l'ideatore del progetto “Cabina di Vetro”, nonché lo scopritore del modo di rendere empatici gli uomini, per il quale, come catalizzatore del progetto, viene scelta Sai, della quale egli si prende cura con gentilezza e apprensione;  fiducioso della riuscita dello stesso, testa su se stesso i poteri del macchinario, tuttavia quando legge i pensieri e le emozioni dei suoi colleghi, scopre quindi tutta la loro invidia, il loro rancore e il loro risentimento celato. Egli quindi, disgustato dall'atteggiamento e, soprattutto, dal linguaggio delle parole, con le quali gli uomini dimostrano la loro falsità e celano i loro veri pensieri e il loro vero atteggiamento, sfrutta la sua creazione per eliminare quasi tutta l'umanità. Scoprendo che vi sono altri sopravvissuti, egli decide di riattivare il macchinario, sfruttando come “catalizzatore” Ren, tentando più volte di eliminare Seto, che si frappone nei suoi piani. Alla fine viene sconfitto da quello e, grazie anche alla dichiarazione d'amore di Sai per lui, si ravvede, distrugge il pezzo principale della “Cabina di Vetro” affinché non possa più essere riattivato, e decide di sparire via assieme alla ragazza.
CrowÈ un robot dalle sembianze di essere umano adolescente, con un berretto viola a coprire i capelli corvini, occhi felini verdi, guanti viola e una divisa dai colori nero, viola e giallo; egli, inoltre, trasporta addosso una serie di oggetti, tra i quali un vecchio bollitore, una testa di corvo sul petto e alcune medaglie attaccate al collo. Al suo primo incontro con Seto nel luna-park, egli si comporta in maniera rude e prepotente, e gli ruba il medaglione del nonno e, sfruttando la sua grande agilità, costringe il protagonista ad inseguirlo, e si prende gioco di lui. In seguito il protagonista scopre che il robot emula gli stessi atteggiamenti e le stesse parole di un personaggio di un libro che trova. In seguito, i due fanno amicizia, Crow, scusandosi, restituisce il medaglione al giovane, e gli confida che vaga in giro per i luoghi cercando informazioni sulla sua infanzia di cui non ricorda nulla e di cui ha solo una foto con sé. Alla fine i due si rincontrano in una stanza piena di robot distrutti, e qui Crow gli rivela di essere un robot, e prima che gli si scarichi la batteria, lo definisce suo “migliore amico”.
Personal Frame (PF)Un robot a forma di scatola, con due lampadine e una grossa antenna. Seto la troverà, seguendo la sua voce robotica femminile, in una stanza della vecchia stazione ferroviaria e la salverà prima che essa possa finire in una pozza d'acqua, e decide di prenderla con sé dopo che il robot afferma di essere un assistente digitale che può essergli d'aiuto per la sua ricerca. Durante il viaggio PF dimostrerà non solo di essere dotata di un'elevata intelligenza artificiale, ma anche che è capace di provare emozioni e sentimenti, affezionandosi e preoccupandosi per Seto, e provando addirittura gelosia nel vedere il giovane tanto in pensiero per Ren. Prima che però i due escano dal mercato della stazione, la batteria del robot si scarica, e prima che esso si spenga definitivamente, lo ringrazia per averla salvata e per l'avventura affrontata assieme. Del suo precedente possessore non si sa nulla, eccetto per alcune scritte sparse per il mercato che presumibilmente sono state lasciate da lui.
ChiyoÈ lo spirito di una giovane con capelli blu, tra i quali porta due spille a forma di fiori gialli, un kimono viola che Seto incontra nell'hotel. Ella dapprima avrà un carattere diffidente e sottoporrà il giovane a prove molto difficili per ottenere la sua fiducia; poi una volta che quello le riporta l'anello perduto, appartenente all'uomo che amava, ella assumerà un atteggiamento più amichevole, e lo invita ad entrare nella sua stanza. Qui, ella le mostra la sua forma in carne e ossa, molto più anziana, con i capelli bianchi e la voce debole, che prima di esalare il suo ultimo respiro lo invita a godersi le piccole cose preziose della vita e gli regala una delle sue spille.
MercanteÈ un bizzarro ed eccentrico individuo che Seto incontra per la prima volta mentre riposa al calore di un falò, e che per il resto del gioco apparirà con la sua carrozzina piena di oggetti, e dal quale il giocatore potrà acquistare e vendere armi o altri oggetti utili. Esso indossa un vecchio smoking viola e, in particolare, una grande maschera di gallina (simile a quella delle mascotte). A un certo punto del gioco, quando Seto raggiungerà la diga, si scopre che egli è un robot che raccoglie nei luoghi che visita oggetti rari per poter risvegliare una bambina, che egli chiama “ Principessa”, dal suo lungo sonno, non capendo (come afferma Sai, perché non è un umano) che è morta da tempo.
InseguitoreÈ il nome dato ad un'entità maligna dalla forma di una grossa e spaventosa maschera nera. Seto lo incontrerà e combatterà con esso una prima volta nell'osservatorio in cui vive, e durante il gioco lo incrocerà ed affronterà altre tre volte, durante le quali esso si farà sempre più aggressivo e violento. La sua identità e la sua origine non viene specificata, ma a quanto pare egli è legato all'apocalisse causata dalla “ Cabina di Vetro”, e definisce lui e tutti gli umani come “esseri inutili”.

## Accoglienza
Il videogioco Fragile Dreams ha venduto più di 26000 copie durante i primi sette giorni di distribuzione in Giappone, piazzandosi al secondo posto tra i più venduti della settimana.